# اما (فیلم ۱۹۹۶)
اما (به انگلیسی: Emma) فیلمی محصول سال ۱۹۹۶ و به کارگردانی داگلاس مک‌گراث است. در این فیلم بازیگرانی همچون گوئینت پالترو، تونی کولت، الن کامینگ، یوان مک‌گرگور، گرتا اسکاکی، جولیت استیونسون، پالی واکر، سوفی تامپسون، جیمز کازمو، فیلیدا لاو، کاتلین بایرون، روث جونز، جان فرانکلین-رابینز و دنیس هوثورن ایفای نقش کرده‌اند.
این فیلم بر اساس رمان اما اثر جین آستن ساخته شده‌است.